# Trávicí enzym

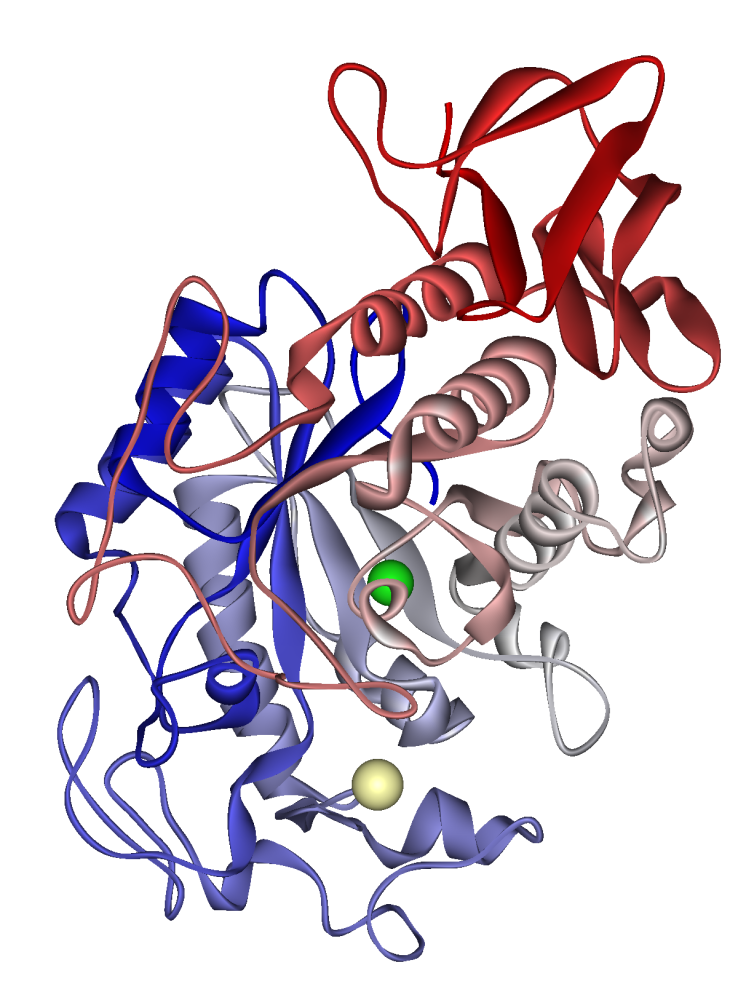
Pankreatická α-amyláza – 3D struktura enzymu včetně důležitých kofaktorů – chloridového iontu (zeleně) a vápenatého iontu (žlutě)

Trávicí enzymy jsou enzymy (bílkoviny s katalytickou funkcí), které umožňují trávení, tedy rozklad různých složek potravy na jednodušší stavební celky. Trávicí enzymy se řadí mezi enzymy hydrolytické – katalyzují totiž rozklad, jehož činitelem je voda. Drtivá většina trávicích enzymů se dá rozdělit do jedné ze čtyř kategorií podle typu molekul, které rozkládají:
- proteázy – rozklad bílkovin na aminokyseliny
- lipázy – rozklad tuků na mastné kyseliny
- nukleázy – rozklad nukleových kyselin na nukleotidy
- různé amylázy, celulázy, sacharázy, maltázy, laktázy a podobně – rozklad sacharidů

Trávicí enzymy tvoří celá řada různých mikroorganismů, houby či dokonce některé rostliny (enzymy mnohých masožravých rostlin), nicméně k největšímu rozvoji trávicích enzymů došlo u živočichů. Také trávicí soustava člověka obsahuje široké spektrum různých enzymů, jež umožňují trávení potravy.

## Lidské trávicí enzymy

### V ústech
Sliny obsahují ptyalin, což je α-amyláza produkovaná hlavně příušní slinnou žlázou. Ptyalin rozkládá zejména škrob za vzniku maltózy či různých krátkých oligosacharidů. Jen malá část škrobu se rozloží již v ústech, nicméně ptyalin může účinkovat asi hodinu po polknutí – ale jen do doby, než se potrava dostane do žaludku a smísí se s žaludeční šťávou.

### V žaludku
V žaludku je produkována proteáza pepsin, kterému vyhovuje značně kyselé prostředí a je schopen strávit obvykle asi 10–20 % bílkovinné potravy. Je schopen rozrušit i kolagen (přítomný třeba v mase), který je jinak většinou proteáz nestravitelný. V žaludku také dochází k trávení malého množství (asi 10 %) lipidů pomocí tzv. linguální lipázy, jež se do žaludku dostává spolu se slinami a potravou.

### Ve střevě
Ve střevě je přítomno široké spektrum různých enzymů, jež tráví sacharidy, tuky, bílkoviny i třeba nukleové kyseliny. Tzv. pankreatická amyláza je vysoce aktivní enzym slinivky břišní, který štěpí sacharidy na maltózu či na velmi krátké glukany. Další rozklad sacharidů provádí zejména enzymy tvořené ve stěně střev – laktáza, sacharáza, maltáza a α-dextrináza, díky nimž dochází k rozkladu na jednoduché monosacharidy („cukry“). Ve střevě rovněž dochází k masivnímu trávení bílkovin. Toto zajišťují pankreatické proteázy, jako je trypsin, chymotrypsin, karboxypolypeptidáza a elastáza. Jejich aktivitou vznikají obvykle krátké peptidy (dipeptidy, tripeptidy). Trávení bílkovin dokončují enzymy produkované střevní stěnou, zejména různé dipeptidázy a aminopolypeptidázy. Část trávení krátkých peptidů se dokonce odehrává za pomoci speciálních proteáz uvnitř enterocytů. Rovněž drtivá většina tuků je trávena ve střevě – v tomto ohledu hraje prim tzv. pankreatická lipáza přítomná v obrovském množství v pankreatické šťávě. Jen malou roli hrají lipázy střevní stěny (enterická lipáza).